# Герб Унечи
Герб города Уне́ча — административного центра Унечского района Брянской области Российской Федерации.
Герб города утверждён решением исполнительного комитета Унечского городского Совета народных депутатов 26 ноября 1986 года № 444.
Герб подлежит внесению в Государственный геральдический регистр Российской Федерации.

## Описание герба и его символики
«Щит имеет красный цвет. В его верхней части герб Брянска — мортира и две кучи ядер; в нижней части локомотив на зелёном фоне в обрамлении колоса и полушестерни. По верхней кромке щита надпись „УНЕЧА“».
Локомотив символизирует важность железнодорожного узла Унечи.

Автор герба — архитектор Алла Петровна Гришанова

## История герба

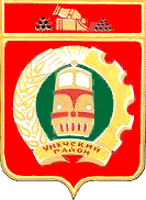
Герб Унечского района (2004 год)

В 2004 году был утверждён герб Унечского района, который во многом повторяет герб Унечи.
Описание герба района гласит: «Герб Унечского района представляет собой щит красного цвета, разделённый на две части, верхняя часть которого представляет собой герб города Брянска, что указывает на подчинение Унечского района субъекту Российской Федерации — Брянской области.
В нижней части герба, в её центре, в круге, образованном золотым пшеничным колосом и шестерёнкой, соединённых в нижней части золотой лентой с надписью „Унечский район“, находится изображение тепловоза на зелёном фоне, символизирующего происхождение центра района города Унечи как города железнодорожников. Пшеничный колос олицетворяет развитое сельскохозяйственное производство, а шестерёнка — промышленность района.Красный цвет символизирует право, силу, мужество и храбрость, а также цвет пролитой крови за православную веру и вольную волю. Зелёный цвет являет собой прямую связь Унечского района с его лесным богатством».